# Херрингтон, Билли
Уи́льям Глен Га́рольд (Би́лли) Хе́ррингтон (англ. William Glen Harold «Billy» Herrington; 14 июля 1969, Норт-Бабилон, Нью-Йорк — 2 марта 2018, Палм-Спрингс, Калифорния) — американский порноактёр и модель, наиболее известный по съёмкам в порнофильмах 1990-х годов, впоследствии ставших интернет-мемами.

## Биография
Родился и вырос в Лонг-Айленде в семье учителя карате. С детства занимался боксом, борьбой и карате.
В 21 год потерял отца, в 24 года переехал в Нью-Йорк и, бросив боевые искусства, начал заниматься бодибилдингом, достигнув в этом деле определённых успехов. Через какое-то время он с помощью своего знакомого отправил свои фотографии в обнажённом виде в редакцию журнала Playgirl, что принесло ему награду «Настоящий мужчина месяца» и 500 долларов в качестве гонорара. Эти фотографии попали на глаза режиссёру Джеймсу Френчу, который два года спустя снял Херрингтона в главной роли в одном из своих фильмов.
Херрингтон стал актёром гей-фильмов, получив множество наград от соответствующих организаций и известность в качестве одной из основных «звёзд» этого направления в конце 1990-х годов (по его словам, именно съёмки в этих фильмах помогли ему понять его бисексуальность). Также участвовал во многих телешоу.
Осенью 2002 года Херрингтон стал отцом. В первой половине 2000-х годов он работал стриптизёром в гей-клубах США, но в 2008 году объявил о завершении карьеры и уходе на работу в строительную компанию, принадлежащую его родственникам.
В 2016 году Билли в своём Twitter-аккаунте ответил фанату по поводу своей ориентации, что он гетеросексуал.
Вечером 1 марта 2018 года Херрингтон попал в автомобильную аварию. Он был обнаружен зажатым в обломках автомобиля и доставлен в больницу Палм-Спрингс, где скончался на следующий день, о чём в Facebook сообщила его мать, Кэтлин Вуд. Похороны Херрингтона состоялись на кладбище Форест-Лаун в Катидрал-Сити в Калифорнии.

## Интернет-мем
Херрингтон стал одним из персонажей интернет-мема «Гачимучи» среди пользователей Интернета в странах Восточной Азии после того, как отрывок одного из его видео «Тренировка» был размещён на Nico Nico Douga, японском файлообменном сайте. О нём были сделаны тысячи «мэшап»-видеопародий, многие из которых используют преднамеренно искажённые в плане звучания строки из его фильмов. В Японии он известен под прозвищем «Big Brother» (兄貴 aniki) среди сообщества Nico Nico Douga, и большинство из видео с ним преднамеренно помечены тегами «Wrestling Series» (レスリングシリーズ resuringu shirīzu)), «Forest Fairy» (森の妖精 mori no yōsei), «Philosophy» (哲学 tetsugaku) или всеми тремя.
Херрингтон побывал в Японии в феврале 2009 года для участия в прямом эфире мероприятия, организованного Nico Nico Douga и компании-производителя игрушек для взрослых Good Smile Company в Акихабаре. Он сказал, что творчество поклонников одновременно льстит и заставляет склонить его голову в знак уважения. Ограниченная по тиражу серия экшен-фигурок Херрингтона была выпущена в июле 2009 года. Две других ограниченных серии были выпущены на Хэллоуин и Рождество в том же году.
После гибели Херрингтона он стал одним из главных лиц субкультуры Гачимучи. При этом акции, организованные поклонниками субкультуры, могут затрагивать целые города: так, осенью 2021 года житель Запорожья опубликовал петицию, в которой предложил городскому совету переименовать площадь Маяковского в честь Билли Херрингтона, обосновав предложение тем, что в городе кроме площади есть сквер и аллея, названные именем поэта, а переименование может привлечь туристов из числа ЛГБТ-сообщества. Вдобавок, по его словам, Херрингтон имеет широкую фанатскую базу на территории Украины и сопредельных государств. Петиция собрала 805 подписей и была отклонена. 20 мая 2022 года на сайте президента Украины появилась новая петиция о замене памятника Екатерине II на памятник Херрингтону, который, по мнению авторов петиции, может стать популярным туристическим аттракционом. 12 июля петиция набрала 25 тысяч подписей и была отправлена на рассмотрение Владимиру Зеленскому. В 2025 году в Курской области на стенд с героями Великой Отечественной войны было добавлено фото Херрингтона в советской униформе, что вызвало широкий общественный резонанс. После обнаружения ошибки фото было убрано.

## Фильмография
- 1998 — 9½ Inches (Thor Productions)
- 1998 — Wrestlers: Muscle Fantasies 2 (Can-Am Productions)
- 1999 — Workout: Muscle Fantasies 3 (Can-Am Productions)
- 1999 — Minute Man 17 (Colt Studios)
- 1999 — Minute Man 18 (Colt Studios)
- 1999 — Body Shop (All Worlds)
- 1999 — Summer Trophies (Pacific Sun Entertainment)
- 1999 — Tales from the Foxhole (All Worlds)
- 1999 — Lords Of The Locker Room (Can-Am Productions)
- 2000 — Playing with Fire 2 (All Worlds)
- 2000 — The Final Link (All Worlds)
- 2000 — HotMen CoolBoyz (Zentropa)
- 2001 — Conquered (All Worlds)
- 2001 — Flesh Trap (Fox Studios)
- 2002 — Naked Muscles (Colt Studios)
- 2003 — Ryker’s Web (Arena)
- 2006 — Minute Man Solo 27: Big Shots (Colt Studios)

## Награды и номинации

### Награды
- Премия кинокомпании Colt Studios
  - 2000 — Человек года[26]
- Премия Adult Erotic Gay Video Awards
  - 2002 — Лучшая сцена группового секса — за фильм «Покорённый»[27]

### Номинации
- Премия Adult Erotic Gay Video Awards
  - 2002 — Лучший актёр — за фильм «Покорённый»[27]
  - 2002 — Лучшая сцена секса втроём — за фильм «Покорённый»[27]
- Премия GayVN Awards
  - 2002 — Лучший актёр — за фильм «Покорённый»[28]
  - 2002 — Лучшая сцена группового секса — за фильм «Покорённый»[28]